# Vanneau armé
Vanellus armatus
Espèce
Statut de conservation UICN

 LC  : Préoccupation mineure
Synonymes
- Charadrius armatus (protonyme)
- Anitibyx armatus
- Hoplopterus armatus

Le Vanneau armé (Vanellus armatus) ou vanneau ramoneur, est une espèce d'oiseaux de la famille des Charadriidae.

## Description

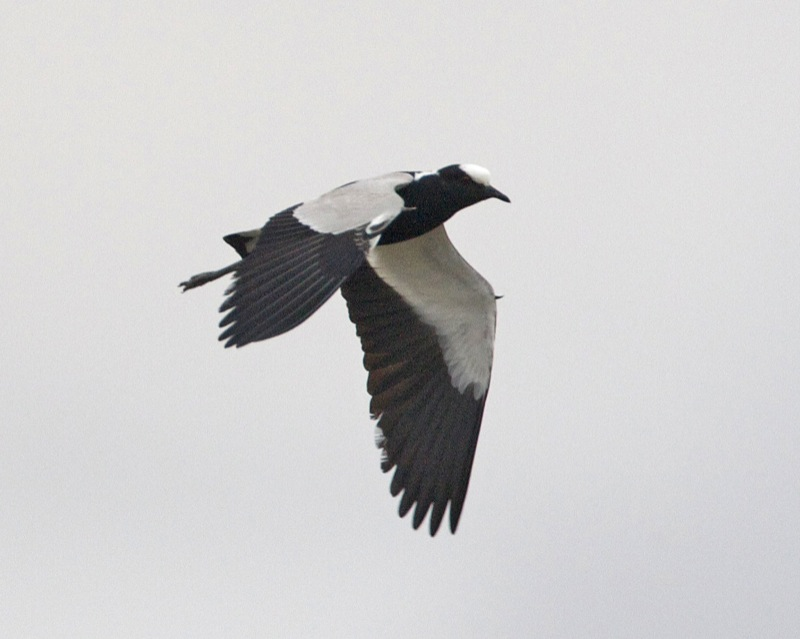
éperons mis en avant

Le Vanneau armé a une dent en forme d'éperon camoufflée sous le plumage au niveau de la base de chacune de ses ailes et qui est utilisée pour le combat et la protection. Il possède un pelage noir recouvert d'un plumage à taches grises, noires et blanches. Les femelles sont en moyenne plus grandes et plus lourdes que les mâles.

## Répartition
Cet oiseau fréquente les milieux humides, depuis l'Afrique australe à l'Angola, le Kenya et l'ouest du Mozambique.